# (46692) Taormina
(46692) Taormina ist ein Asteroid des inneren Hauptgürtels, der am 2. Februar 1997 von dem tschechischen Astronomenehepaar Jana Tichá und Miloš Tichý am Kleť-Observatorium (IAU-Code 046) bei Český Krumlov entdeckt wurde.
Der mittlere Durchmesser des Asteroiden wurde mit 3,034 km (±0,822) berechnet, die Albedo mit 0,231 (±0,154).
Mittlere Sonnenentfernung (große Halbachse), Exzentrizität und Neigung der Bahnebene des Asteroiden entsprechen der Vesta-Familie, einer großen Gruppe von Asteroiden, benannt nach (4) Vesta, dem zweitgrößten Asteroiden und drittgrößten Himmelskörper des Hauptgürtels.
(46692) Taormina ist nach der sizilianischen Stadt Taormina benannt, die Jana Tichá und Miloš Tichý im Jahre 2001 besucht hatten. Die Benennung erfolgte durch die Internationale Astronomische Union (IAU) am 6. März 2004.